# ملعب نويفا شيكاغو
ملعب نويفا شيكاغو (بالإنجليزية: Estadio Nueva Chicago)‏ هو ملعب كرة قدم يقع في بوينس آيرس، الأرجنتين، يتسع لـ 28,500 متفرج.